# Nino Cerruti
Nino Cerruti (25 de setembro de 1930 - 15 de janeiro de 2022) foi um empresário e estilista italiano. Ele fundou sua própria casa de alta costura, Cerruti, em 1967 em Paris. Ele administrou a empresa familiar italiana Lanificio Fratelli Cerruti, fundada em 1881 por seu avô.